# Reorganización de la región parisina en 1964

La creación de los departamentos de París, de Altos del Sena, de Sena-Saint Denis, de Valle del Marne, de Essonne, de Yvelines, de Valle del Oise a partir de los departamentos del Sena y de Sena y Oise en 1968.

La reorganización de la región parisina es una modificación de la  administración territorial del distrito de la región parisina, que fue fijado por una ley promulgada el 10 de julio de 1964. Un decreto de aplicación fijó su entrada en vigor el 1 de enero de 1968.
Suprimió los departamentos del Sena (remplazado por el de París, de los Altos del Sena, de Sena-Saint Denis, del Valle del Marne) y de Sena y Oise (remplazados por Essonne, Yvelines, y Valle del Oise). Sena y Marne se mantuvo al margen de esta reestructuración.

## Reorganización de los departamentos

### Desaparición del departamento del Sena

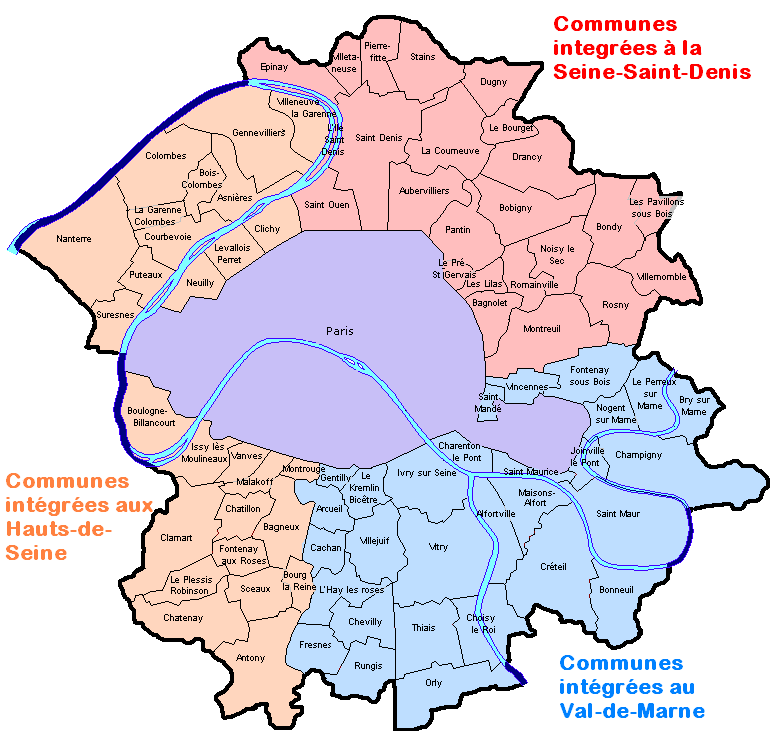
Desmembramiento del departamento de Sena en 1968.

Con la supresión del departamento del Sena, las 81 comunas fueron repartidas entre cuatro departamentos: París (una comuna), Altos del Sena (27 comunas), Sena-San Denís (24 comunas) y Val-et-Marne (29 comunas).

### Desaparición del departamento de Sena y Oise
El departamento de Sena y Oise, rodeaba por completo el departamento del Sena, fue disuelto constituyendo la totalidad de los departamentos de Essonne, Val-d'Oise e Yvelines y transfiriendo comunas a los departamentos de Altos del Sena (9 comunas), de Sena-Saint Denis (16 comunas) y de Valle del Marne (18 comunas).

### Prefectos delegados
El 1964 se dictó un decreto que permitió el nombramiento de prefectos delegados encargados de organizar los nuevos departamentos, que tenían que tener existencia efectiva en 1968. Los prefectos nombrados fueron los siguientes:
- Prefecto delegado por Sena-Saint Denis  : Henri Bouret
- Prefecto delegado por  Altos del Sena  : Claude Boitel
- Prefecto delegado por  Valle del Marne  : Paul Camous y después Lucien Lanier[8]
- Prefecto delegado por Essonne  : Alfred Diefenbacher y después Christian Orsetti[8]
- Prefecto delegado por Valle del Oise  : André Chadeau y después Maurice Paraf[9]

En 1968, estos prefectos delegados fueron nombrados prefectos de los nuevos departamentos creados.

### Capitales
Las capitales de los departamentos recién creados fueron fijadas por decreto en 1965:
- Altos del Sena: Nanterre
- Sena-Saint Denis: Bobigny
- Valle del Marne: Créteil
- Essonne: Évry-Petit-Bourg
- Yvelines: Versalles
- Valle del Oise: Pontoise (no obstante la sede la prefectura se encuentra en Cergy)

## Reorganización de las circunscripciones legislativas
La desaparición de los departamentos del Sena y de  Sena y Oise  va comportar necesariamente la reorganización de las circunscripciones legislativas. La ley del 12 de julio de 1966 modificó los límites de las circunscripciones.
Desde 1958 el departamento del Sena se dividió en 55 circunscripciones legislativas, de las que las 31 primeras eran de la ciudad de París. Estas primeras no fueron modificadas, y las circunscripciones 31 a la 55 fueron readscritas a los nuevos departamentos. El departamento de Sena y Oise tenía 18 circunscripciones legislativas, que sufrieron modificaciones tanto en su nombre como en sus límites por la ley del 12 de julio de 1966 que preveía aumentar el número de diputados de la Francia metropolitana de 165 a 470. En la región parisina pasaron de 73 a 78.
- París: 31 circunscripciones
- Essonne: 4 circunscripciones
- Altos del Sena: 13 circunscripciones
- Sena-Saint Denis: 9 circunscripciones
- Valle del Marne: 8 circunscripciones
- Valle del Oise: 5 circunscripciones
- Yvelines: 8 circunscripciones

## Elección de los senadores
El número total de senadores también fue modificado con ocasión de la reorganización de la región parisina. Para la metrópoli, se pasó de 255 a 264, por la ley del 12 de julio de 1966, estos nueve asientos suplementarios fueron todos atribuidos a la región parisina.
El departamento del Sena designaba, desde 1959, 22 senadores y el Sena y Oise, 8. El número total de sitios de la región parisina pasó de 30 a 39. Fueron mantenidos en la serie C para el renovamiento trienal de esta cámara. En los siete departamentos conservaron el modo de escrutinio proporcional, incluso si el Valle del Oise, los Yvelines y el Essonne hubieran tenido que bascular hacia un modo de escrutinio mayoritario a dos vueltas. Esta excepción fue suprimida en 2003, cuando se bajó el umbral a cuatro senadores.
- París: 12 sitios
- Essonne: 3 sitios
- Altos del Sena: 7 sitios
- Sena-Saint-Denis: 5 sitios
- Valle del Marne: 5 sitios
- Valle del Oise: 3 sitios
- Yvelines: 4 sitios